# Liste des comtes de Goëlo
Goëllo (on trouve aussi, et c'est d'ailleurs l'orthographe moderne, Goëlo) est le nom d'un ancien pagus breton, devenu seigneurie puis comté, situé au nord du duché, entre le Trieux et Saint-Brieuc.

Le nom viendrait de Gouetlod ou Gouello, le « Pays du Sang » en celtique.

## Du temps des Rois de Bretagne
Les Vies Des Saints de la Bretagne Armorique mentionnent la maison des « anciens Comtes de Goëlo & Treguer; si puissante en l'année 493, que le Roy Hoël premier de ce Nom, ayant la conduite d'une partie de l'Armée du Grand Roy Artur, son Oncle, en la mémorable Bataille de Langres, de tous les Princes de son Armée, choisit Chunaire, Comte de Treguer & Goëlo, pour assaillir le Bataillon du Sénateur Lucius Iber, Lieutenant de l'Empire Romain. » Son fils, au prénom inconnu, et régulièrement surnommé Roi du Goëlo, est selon la légende marié en 537 à Azénor, qu'il envoie sans succès au bûcher puis fait enfermer dans un tonneau après des accusations mensongères d'adultère. Il meurt en 543, après avoir appris le caractère fallacieux des accusations et s'être lancé à la recherche de sa femme et de son fils, le futur Saint Budoc, qu'il retrouve en Irlande, là où le tonneau avait échoué.
(Des seigneurs de Goëllo sont signalés aux IXe et Xe siècles, certains ayant revendiqué la royauté sur l'ensemble de la Bretagne).

## Maison de Penthièvre
Issue des comtes de Penthièvre.
Le Goëlo faisait partie de l'apanage constitué en 1034 pour le frère  cadet du duc Alain III, Eudes ou Éon: le comté de Penthièvre. 
De 1034 à 1205, succession des comtes de Penthièvre de la branche aīnée (voir: liste des comtes de Penthièvre). 
1205-1212 : Alain Ier de Penthièvre (1151 † 1212), fils de Henri Ier de Trégor-Avaugour (branche cadette de Penthièvre, héritière du comté en 1205); marié à Pétronille de Beaumont au Maine. Il fonde l'abbaye de Beauport
1212-1230 : Henri II d'Avaugour (1205 † 1281), fils du précédent

Blason de Henri II d'Avaugour (1205-1281)

il est spolié du comté de Penthièvre en 1214 (saisie effective en 1222). Avaugour et le Goëllo reviennent à son fils, mais le Penthièvre demeure confisqué par Pierre Mauclerc, duc de Bretagne, Henri s'étant révolté contre lui lors de la croisade contre les Albigeois.

## Premièremaison d'Avaugour
- Henri Ier d'Avaugour ou Henri de Trégor (décédé début 1183), comte de Trégor et seigneur de Goëlo de 1137 à 1183.
  - Son fils, Alain Ier d'Avaugour ou Alain Ier de Penthièvre (né vers 1151/1154, mort le 29 décembre 1212), seigneur de Goëlo puis comte de Penthièvre. Marié avec Pétronille de Beaumont au Maine. Fondateur de l'abbaye de Beauport.
    - Son fils, Henri II d’Avaugour (né le 16 janvier 1205, décédé le 6 octobre 1281), fils d’Alain Ier d’Avaugour, fut un grand seigneur breton, seigneur  de Goëlo, comte de Penthièvre, seigneur d’Avaugour et de Dinan. Il fut brièvement désigné comme futur duc de Bretagne (1209-1213). Dépouillé du comté de Penthièvre par Pierre Mauclerc en 1214 (saisie effective en 1222), ne conservant que le Goëlo (peut-être devenu comté à cette  occasion?) et les forteresses de Lanvollon, Chatelaudren et Avaugour, il prit le nom d'Avaugour[4]. Il mourut en 1281[5]. Fiancé très jeune à Alix de Bretagne, il épousa ensuite Marguerite de Mayenne (1205-1238).
      - Son fils, Alain II d’Avaugour (né en 1230, † après 1267), seigneur de Dinan en raison de son mariage en 1246 avec Clémence de Beaufort, fille d'Alain de Beaufort et d'Havoise de Dinan. Remarié avec Marie de Beaumont-sur-Oise, dame de Brétigny.
        - Son fils, Henri III d'Avaugour (né en 1260, † 1301), marié avec Marie de Brienne.
          - Son fils, Henri IV d'Avaugour (né en 1280, † le 1er février 1334), marié en 1305 avec Jeanne d'Harcourt
            - Sa fille, Jeanne d'Avaugour, (née vers 1300, décédée le 28 juillet 1327), mariée avec Guy de Penthièvre (frère puîné du Duc Jean III de Bretagne) ce qui permet la reconstitution de l'apanage de Penthièvre dont ses ancêtres avaient été spoliés.
              - Sa fille Jeanne de Penthièvre (née en 1324, décédée en 1384) épousa Charles de Blois le 4 juin 1337.

La première maison d'Avaugour, tombée en quenouille, faute d'héritier mâle, disparaît donc dans la première moitié du XIVe siècle, fondue dans la famille des comtes de Penthièvre, dont elle était issue à l'origine. La baronnie d'Avaugour est confisquée aux Penthièvre à la suite du complot dont ils se sont rendus coupables à l'encontre du duc Jean V de Bretagne, arrêté en 1420 à Champtoceaux sur ordre de Marguerite de Clisson, comtesse douairière de Penthièvre, qui aspirait au titre de duchesse de Bretagne, et libéré seulement après le siège de Champtoceaux (1420). Les Penthièvre sont convoqués devant le Parlement et les États de Bretagne à Vannes en septembre 1420. Ils font défaut et la sentence définitive du 16 février 1425 les condamne à la confiscation de tous leurs biens qui sont réunis au domaine ducal.

## Maison de Bretagne
Les comtés de Goëllo et de Penthièvre se trouvent à nouveau réunis à la suite du mariage de Jeanne d'Avaugour et de Guy de Penthièvre.
1334-1384 : Jeanne de Penthièvre, prétendante au duché de Bretagne, fille de Jeanne d'Avaugour
1384-1404 : Jean Ier de Châtillon, comte de Penthièvre et vicomte de Limoges, fils de la précédente.
-1458 : Arthur III, Duc de Bretagne (1393 † 1458), petit-fils de Jean de Montfort, lui-même fils d'Arthur II de Bretagne et demi-frère du Duc Jean III de Bretagne

## Secondemaison d'Avaugour

Blason de François Ier (de Bretagne) d'Avaugour (1462-1510)

En 1480, une décision du duc de Bretagne François II (le père de la duchesse Anne) est à l'origine de la deuxième maison d'Avaugour, le duc créant en faveur de son fils naturel François la première baronnie de Bretagne qui portera le nom d'Avaugour et qui comprend les châtellenies de Paimpol, Lanvollon et Châtelaudren ; une seconde donation en 1481 y ajoute les seigneuries et châtellenies de La Roche-Derrien, Châteaulin-sur-Trieux et Pontrieux. Les barons d'Avaugour sont également Comtes de Vertus :
-1510 François Ier d'Avaugour (1462 † 1510), comte de Vertus, de Goëllo et Baron d'Avaugour, seigneur de Clisson, fils illégitime du duc François II,
- marié en 1492 Madeleine de Brosse ( † 1512), fille de Jean III, comte de Penthièvre, dont :
un fils, et une fille Anne, morts jeunes, et,
François II d'Avaugour (1493 † 1517),

- 1510-1517 François II d'Avaugour (1493 † 1517), comte de Vertus, de Goëllo et Baron d'Avaugour, seigneur de Clisson, fils du précédent,
marié à Madeleine d'Astarac, fille du comte Jean IV, dont :
François III d'Avaugour ( † 14 juillet 1549),
Odet d'Avaugour ( † 1598),
François, abbé de Cadossin,
Louise, mariée le 10 mai 1542 à Gui Ier, baron de Castelnau ( † 1544),
Madeleine mariée à Paul, baron de Lescun, seigneur d'Andoüins, tué en 1562.

- 1517-1549 François III d'Avaugour ( † 14 juillet 1549), comte de Vertus, de Goëllo et Baron d'Avaugour, seigneur de Clisson, fils du précédent,
marié en 1537 à Charlotte ( † 1604) (fille de Guillaume de Pisseleu, seigneur de Heilly), sans postérité,

- 1549-1598 Odet d'Avaugour ( † 1598), évêque de Saintes (1544-1548), puis, comte de Vertus, de Goëllo, vicomte de Saint-Nazaire, Baron d'Avaugour, d'Ingrandes, et seigneur de Clisson, de Châteauceaux et de Montfaucon, frère du précédent,
marié à Renée, fille de Charles III de Coesmes, vicomte de Saint-Nazaire, baron de Lucé ( † 1543), dont :
Charles d'Avaugour ( † 1608),
François comte de Goëllo, tué en 1587 à Coutras,
Renée mariée en juin 1577 à François Le Roy ( † 1606), seigneur de Chavigny,  Comte de Clinchamp, chevalier du Saint-Esprit (reçu le 31 décembre 1578),
Françoise ou Marguerite, mariée à Gabriel Ier, seigneur de Goulaines ( † janvier 1608),

- 1598-1608 Charles d'Avaugour ( † 1608), comte de Vertus, de Goëllo, vicomte de Saint-Nazaire, Baron d'Avaugour, d'Ingrandes, et seigneur de Clisson, de Châteauceaux et de Montfaucon, fils du précédent,
marié à Philippe vicomtesse de Guiguen, dame de Thouaré et de La Touche-Limouzinière (fille de Claude de Saint-Amadour vicomte de Guiguen), dont :
Claude Ier d'Avaugour (1581 † 1637),
Antoinette ( † 1681), vicomtesse de Guiguen,
mariée à Pierre duc de Montbazon et baron de Mortiercrolles, ( † 1622), puis,
mariée en 1624 à René du Bellay prince d'Yvetot, ( † le 26 novembre 1627), puis,
mariée à Pierre d'Escoubleau, marquis de Sourdis.

- 1608-1637 Claude Ier d'Avaugour (1581 au château de Thouaré † 6 août 1637 à Paris), comte de Vertus, de Goëllo, vicomte de Saint-Nazaire, Baron d'Avaugour, d'Ingrandes, et seigneur de Clisson, de Châteauceaux et de Montfaucon, fils du précédent,
marié en 1609 à Catherine Fouquet de la Varenne (1590 † 10 mai 1670) (fille de Guillaume Fouquet de la Varenne), dont :
Louis d'Avaugour,
Marie d'Avaugour (1610 † 28 avril 1657),
mariée le 5 mars 1628 à  Hercule (27 août 1568- 16 octobre 1654), Prince de Guéméné, Duc de Montbazon, et comte de Rochefort-en-Yvelines, pair de France,
une fille,
Catherine-Françoise, Demoiselle de Vertus (1617 † 21 novembre 1692), religieuse,
Françoise-Philippe, abbesse de Nyoiseau († 2 janvier 1684),
Constance, Demoiselle de Clisson (1617 † 19 décembre 1695), religieuse,
Marguerite-Angélique Demoiselle de Châteauceaux (1622 † août 1694),
Madeleine, religieuse,
Anne, Demoiselle de Goëllo ( † 10 février 1707),
Marie-Claire (1628 † 31 mars 1711), abbesse de Malnoüe 1681-1711,
Claude II d'Avaugour,
un fils,

- 1637-1669 Louis d'Avaugour ( † 2 octobre 1669), comte de Vertus, de Goëllo, vicomte de Saint-Nazaire, Baron d'Avaugour, d'Ingrandes, et seigneur de Clisson, de Châteauceaux et de Montfaucon, fils du précédent,
marié en 1642 à Françoise ( † juillet 1644), fille de Timoléon de Daillon comte du Lude, sans postérité, puis,
marié en 1647 à Françoise ou Louise ( † février 1682), , fille d'Henri de Balzac, comte de Clermont-d'Entragues, sans postérité,

- 1669-1699 Claude II d'Avaugour (1629 † 7 mars 1699), comte de Vertus, de Goëllo, vicomte de Saint-Nazaire, Baron d'Avaugour, d'Ingrandes, et seigneur de Clisson, de Châteauceaux et de Montfaucon, frère du précédent,
marié le 13 avril 1673 à Anne ou Judith ( † 22 décembre 1690), fille de Thomas Le Lièvre marquis de La Grange, dont :
une fille (6 juin 1674 † 1674),
Anne-Agathe, Demoiselle d'Avaugour (5 avril 1676 † 12 janvier 1720),
Marie-Claire,
mariée le 9 août 1694 à Gonzalez Carvailio Patalin, puis,
mariée le 17 novembre 1704 à Charles Roger (1671 † 1730), prince de Courtenay seigneur de Chevillon,
Angélique, Demoiselle de Goëllo (5 juillet 1679 † 29 décembre 1719),
Catherine-Simone, Demoiselle de Châteaulain ( † 13 janvier 1720),
Armand-François d'Avaugour,
Henri-François d'Avaugour (né le 17 juin 1685), comte de Goëllo,

- 1699-1734 Armand-François d'Avaugour (14 octobre 1682 † 12 janvier 1734), comte de Vertus, de Goëllo, Baron d'Avaugour et seigneur de Clisson, fils du précédent,

- 1734-1746 Henri-François d'Avaugour (17 juin 1685 † 2 septembre 1746), comte de Vertus, de Goëllo, Baron d'Avaugour et seigneur de Clisson, frère du précédent,
marié en 1735 à Madeleine (1712 † 1738), fille d'Étienne IV d'Aligre (1660-1725), sans postérité, puis,
marié le 15 août 1745 à Marie-Madeleine Charette[8] de Montebert(1706 †  8 janvier 1778 Paris), fille de Gilles Charette, seigneur de Montebert, conseiller au parlement de Bretagne, veuve de Louis de Serent, Marquis de Kerfily, et mère du marquis Armand-Louis de Serent (Sa veuve convola en troisièmes noces avec Anne, baron de Montmorency et marquis de Fosseux[9]).

## Maison de Soubise
Le comté passe ensuite par héritage aux Princes de Soubise